# Zoolook
Zoolook ist das 1984 erschienene achte Musikalbum des französischen Künstlers Jean-Michel Jarre und sein siebentes Konzeptalbum.

## Besonderheit
Jarre setzte im Album Zoolook die zur damaligen Zeit noch recht neue Sample-Technik massiv ein, indem er Sprachaufnahmen aus unterschiedlichen Ethnien in kleine Sequenzen zerschnitt, verfremdete und als Klangobjekte nutzte. Die 25 enthaltenen Sprachen sind im Booklet aufgelistet. Ein erster Ansatz dieser Methode konnte bereits auf dem Album Magnetic Fields aus dem Jahr 1981 gehört werden.
Zusätzlich ist im Titel Diva erstmals auf einem Jarre-Album Gesang zu hören, der aus bedeutungslosen Tonsilben besteht. Ebenfalls neu war der Einsatz von Gastmusikern.
Zoolook war Jarres erstes Album, das von Anfang an auch als CD erschien. Zudem handelte es sich laut SPARS Code um eine komplett digitale Aufnahme und Bearbeitung (DDD). Dem widersprechend ist in der Remastered-Ausgabe von 2015 der Hinweis New mastering from the original analog tapes abgedruckt.

## Titelliste
(Schreibweise der Originalausgabe)
1. Ethnicolor – 11:47
2. Diva – 7:22
3. Zoolook – 3:52
4. Wooloomooloo – 3:18
5. Zoolookologie – 4:21
6. Blah Blah Cafe – 3:21
7. Ethnicolor II – 3:52

Geschrieben und arrangiert von Jean-Michel Jarre in Assistenz von Pierre Mourey und Dennis Vanzetto. Stimmenbearbeitung in Zusammenarbeit mit Laurie Anderson, Adrian Belew, Yogi Horton, Marcus Miller, Ira Siegel.

## Ausgaben
| Jahr | Ausgabeform | Medium | Land                    | Label                    | Katalognummer            | Bemerkung                              |
| ---- | ----------- | ------ | ----------------------- | ------------------------ | ------------------------ | -------------------------------------- |
| 1984 | Original    | LP     | Frankreich, Deutschland | Disques Dreyfus, Polydor | FDM 18118, 823 763-1     | Erstausgabe LP                         |
| 1984 | Original    | CD     | Frankreich, Deutschland | Disques Dreyfus, Polydor | FDM CD-18118, 823 763-22 | Erstausgabe CD SPARS Code: DDD         |
| 1991 | Remastered  | CD     | Frankreich              | Disques Dreyfus          | 824 750 2                | Serie 'Digitally Remastered'           |
| 1997 | Remastered  | CD     | Frankreich, Deutschland | Disques Dreyfus, EPIC    | FDM 36145-2, EPC 4881402 | 96 kHz/24bit technology, by Scott Hull |
| 2015 | Remastered  | CD     | Europa                  | Sony Music               | 88875046352              | by Dave Dadwater „30th anniversary“    |

## Besetzung

### Musiker
- Jean-Michel Jarre, Keyboards und elektronische Geräte
- Laurie Anderson, Gesangspart in Diva
- Adrian Belew, Gitarren und Effekte
- Yogi Horton, Schlagzeug
- Marcus Miller, Bass
- Frederick Rousseau, verschiedene Keyboards
- Ira Siegel, verschiedene Gitarren

### Keyboards und Geräte
- Fairlight CMI, E-mu Emulator, Moog System 55, ARP 2600, Yamaha DX7, Sequential Circuits Prophet-5, Oberheim OB-Xa, AMS, Simmons SDS-V, Geiss Matrisequenzer, EMS Synthi AKS, EMS Vocoder, Eminent 310 Unique, Linn LM-1 und Linn LM-2